# Широкая Гребля (Казатинский район)
Широкая Гребля (укр. Широка Гребля) — село на Украине, находится в Казатинском районе Винницкой области.
Код КОАТУУ — 0521485006. Население по переписи 2001 года составляет 770 человек. Почтовый индекс — 22172. Телефонный код — 4342.
Занимает площадь 2,762 км².

## Адрес местного совета
22162, Винницкая область, Казатинский р-н, с. Михайлин, пров. Кооперативний, 13